# (24935) Godfreyhardy
(24935) Godfreyhardy es un asteroide perteneciente al cinturón de asteroides descubierto por Paul G. Comba el 28 de abril de 1997 desde el Observatorio de Prescott.

## Designación y nombre
Designado provisionalmente como 1997 HP2, fue nombrado  en honor a Godfrey Harold Hardy (1877-1947) quien fue el matemático puro inglés más importante de su generación. Escribió cientos de artículos, muchos de ellos junto con otros destacados matemáticos como Littlewood y Ramanujan, sobre aproximaciones diofánticas, teoría de números, desigualdades y sumabilidad de series.

## Características orbitales
(24935) Godfreyhardy está situado a una distancia media de 2,533 ua, pudiendo alejarse un máximo de 2,817 ua y acercarse un mínimo de 2,249 ua. Tiene una excentricidad de 0,112.

## Características físicas
(24935) Godfreyhardy tiene una magnitud absoluta de 15,46.